# Antonio Olmo
Antonio Olmo Ramírez (Sabadell, 18 de janeiro de 1955) é um ex-futebolista espanhol.

## Carreira
Antonio Olmo fez parte do elenco da Seleção Espanhola de Futebol da Copa do Mundo de 1978 e da Euro 1980.